# Cokuni
Cokuni is een plaats in de gemeente Marčana in de Kroatische provincie Istrië. De plaats telt 63 inwoners (2001).